# Analogon
Analogon je česká surrealistická revue. V podtitulu má „surrealismus – psychoanalýza – antropologie – příčné vědy“.

## Historie
Analogon navazuje na tradici ineditních sborníků z 50. let, které vydával okruh kolem Vratislava Effenbergera (Znamení zvěrokruhu 1-9. Objekt 1-2). Jeho první číslo vyšlo v červnu roku 1969 v nakladatelství Československý spisovatel a sestavil ho básník a teoretik Vratislav Effenberger (autorem grafické koncepce byl tehdy Roman Erben). Autory byli Jiří Brabec, Zbyněk Havlíček, Květoslav Chvatík ad. Krom surrealistů přispěli i marxističtí teoretici (například Robert Kalivoda), což však nezabránilo zákazu revue.
Druhé číslo vyšlo až roku 1990, a to z podnětu Surrealistické skupiny v Československu (dnes Skupiny českých a slovenských surrealistů). Vydalo ho nakladatelství Lidové noviny, šéfredaktorem byl Jiří Koubek. Od čísla 10 je vydavatelem Sdružení Analogonu, a od roku 1994 je šéfredaktorem František Dryje.

## Autoři
V časopise publikují čeští a slovenští surrealisté (Jan Švankmajer, Eva Švankmajerová, Martin Stejskal, František Dryje, Albert Marenčin, Bruno Solařík, Roman Telerovský, Jakub Effenberger, Alena Nádvorníková, Jan Gabriel, Ivo Purš, Přemysl Martinec ad.), ale i autoři mimo nejužší surrealistický okruh (Václav Cílek, Jiří Sádlo, Vladimír Borecký, Josef Fulka, Stanislav Komárek, Petr Král, Milan Nakonečný, Zdeněk Kratochvíl, Jiří Pechar, Ladislav Šerý, Zdeněk Justoň, Jiří Kocourek, Michael Šebek, František Vodák ad.).
V časopise publikují i představitelé některých spřátelených uměleckých skupin, např. skupina AIV (Blažej Ingr, David Jařab) či Regula Pragensis.
Systematicky se redakce věnuje též dílu klasiků surrealismu, psychoanalýzy a avantgardy, z domácích autorů jde především o Vratislava Effenbergera, Bohuslava Brouka, Zbyňka Havlíčka, Záviše Kalandru, Roberta Kalivodu, Mikuláše Medka, Karla Šebka, Evu Švankmajerovou, Karla Teiga či Jiřího Voskovce a Jana Wericha. Ze zahraničních klasiků jsou hojně publikováni André Breton, Louis Aragon, Antonin Artaud, Georges Bataille, Salvador Dalí, Sigmund Freud, Alfred Jarry, Carl Gustav Jung, Benjamin Péret, Philippe Soupault, René Alleau, Jean Baudrillard, Roger Caillois, Guy Debord, Gilles Deleuze, Jacques Lacan, Claude Lévi-Strauss či Henri Michaux. Stejně tak redakce publikuje autory, které považuje za předchůdce surrealismu (např. markýz de Sade, Josef Váchal).
Stalo se pravidlem, že prezentace nového čísla Analogonu bývala spojena s divadelním představením, zvaným Večery Analogonu, složeným ze skečů, scének a čtení z nového čísla. Pravidelnými účinkujícími byli herci z divadelního souboru původního HaDivadla, dále Jiří Ornest, Jan Kraus, Arnošt Goldflam a další. Režii představení měl David Jařab, výběr a tvorbu scének utvářel František Dryje a Bruno Solařík. V roce 2017 šlo již o XXXVII. večer Analogonu. Několik Večerů natočila i Česká televize.

## Seznam tematických čísel
Každé číslo má své téma, k němuž se vztahuje většina příspěvků.
- 1. Krize vědomí
- 2. Tvorba jako rozvinutí protestu
- 3. Interpretace jako tvůrčí činnost
- 4. Proměny erotismu
- 5. Mezi trhem a svobodou ducha
- 6. Na cesty her
- 7. Mýtus & utopie
- 8. Psychický automatismus a vědomá intervence
- 9. Pohledem psychoanalýzy
- 10. Hermetismus – jazyk tradice
- 11. Humor a imaginace
- 12. Žena v množném čísle
- 13. Jiné světy
- 14. Obraz člověka – proměny, varianty
- 15. Fantom svobody
- 16. Sen, vize a skutečnost
- 17. Tvorba a morálka
- 18. Praha skrz prsty
- 19. Mentální morfologie
- 20/21. Démon analogie
- 22. Theatrum mundi
- 23. Zahrada bolesti
- 24. Náhoda a chaos
- 25. Svatokrádež
- 26/27. Realita a iluze
- 28. Strach
- 29. Moc obrazu
- 30. Tradice a revolta
- 31. Podvraty
- 32. Sféra snu
- 33. Portrét nepřítele
- 34/35. Jazyk a komunikace / Mikuláš Medek
- 36. Mystifikace a demystifikace
- 37. Obraznost banality
- 38/39. Senzace smyslů
- 40. Lež, demagogie, manipulace
- 41/42. Z dějin československého surrealismu 1968–1989
- 43. Násilí, agrese, agresivita
- 44/45. Genius loci – imaginace prostoru
- 46. Eva v množném čísle
- 47. Konec civilizace?
- 48/49. Rituál, maska... skupina
- 50/51. Nonsens, absurdita – blbost, banalita
- 52/53. Film a imaginace & Černá a bílá jezera
- 54. Fetišismus
- 55/56. Mezi avantgardou a postmodernou...?
- 57. Strašlivý přírodopis
- 58/59. Smrt
- 60. Periferie
- 61. Muž v ženě, žena v muži
- 62. Proti hmyzu
- 63. Dětství
- 64. Fantom autenticity
- 65. Erós a Thanatos
- 66. Fenomén lesa
- 67. Palimpsesty
- 68. Příroda a její národy
- 69. Řízněme do toho / Rozetněme to!
- 70. Cesta do výšin noci
- 71. Abstraktní versus konkrétní
- 72. Láska
- 73. Moře a oceány
- 74. Za zrcadlem šílenství
- 75. Krize objektů
- 76. Jídlo
- 77. Zlatý věk nostalgie
- 78. Hnus a odpor
- 79. Bloudění / Bloumání
- 80. Mosty & Tunely
- 81. Magická část
- 82. Aspekty konfliktu
- 83. Býti (se) zvířetem
- 84. Zrcadlo & Dvojník
- 85. Tělo & Materie
- 86. Domov, doupě, identita
- 87. Stroj a jeho člověk
- 88. Zlato času
- 89. Ocas romantismu
- 90. Odpady & trosky
- 91. Dialektika & Paradox
- 92. Zlo / Zločin
- 93. Práce << Lenost & Svátek
- 94. Křižovatky / Hranice
- 95. Pravda je / není lež
- 96. Ohně & Popely
- 97. Negace negace… negace?
- 98. Ruce – nejen Nástroje
- 99. Neviditelné / skryté / tajné
- 100. ANALOGON 1/1969 – 100/2023
- 101. Válka
- 102. Útěk / Útočiště / Perzekuce / Hon
- 103 Dveře/Okna&spol.
- 104 Hřbitov uniforem a livrejí
- 105 Anomálie & každodenní panoptikum

Některá témata jsou zvolena podle názvu výstav českých surrealistů (Svatokrádež, Černá a bílá jezera, Svět je strašlivý přírodopis).